# Paeonia jishanensis
Paeonia jishanensis är en pionväxtart som beskrevs av T. Hong och W.Z. Zhao. Paeonia jishanensis ingår i släktet pioner, och familjen pionväxter. Inga underarter finns listade i Catalogue of Life.